# Кадифена филепита
Кадифена филепита (Philepitta castanea) е вид птица от семейство Philepittidae.

## Разпространение
Видът е разпространен в Мадагаскар.